# Ліхно Леонід Павлович
Леонід Павлович Ліхно́ (20 травня 1941, Харків — 27 грудня 2002, Полтава, похований у Харкові) — український радянський волейболіст (зв'язковий), український тренер. Майстер спорту СРСР (1967). Заслужений тренер України (1978).

## Життєпис
У 1972 році закінчив Харківський державний університет ім. О. М. Горького (нині Харківський національний університет імені Василя Каразіна).
Виступав за харківські команди «Буревісник» (1965, 1967–69), «ДБК» (1966, 1969–73 — капітан), «Локомотив» (1973–75 — капітан, граючий тренер, головний тренер від 1975 (з перервою). Тренери — Володимир Пономаренко, Василь Титар.
Головний тренер команди чемпіонів світу серед залізничників на базі команди «Локомотив» (1975, 1979, 1983, Харків), молодіжних (1978–1980), 2-ї (1980–84) збірних команд СРСР, чоловічих збірних команд України (1980–84, 1996—2002), Сирії (1986–89). Під його керівництвом «Локомотив» знову вийшов до вищої ліги чемпіонатів СРСР, чоловіча збірна України стала фіналісткою чемпіонатів Європи (1997) та світу (1998).
Серед вихованців — майстри спорту Сергій Абрамов, С. Орда, Микола Падалка, Сергій Федоров, Петро Чухраєв.
Помер 27 грудня 2002 року в м. Полтаві, похований у Харкові.

### Досягнення
- чемпіон Європи (1979, з молодіжною збірною СРСР).
- чемпіон України (1976, 1977, 1981, 1994, 1996, 2001–02), літньої Спартакіади України (1979), усі з «Локомотивом».
- Володар Кубка УРСР (1972–73, з ДБК), Кубків України (2001, 2002, з «Локомотивом»).
- Срібний призер Кубків України (1992–93, 1999—2000, 2000–01, з «Локомотивом»).
- Бронзовий призер
  - Кубка СРСР (1973)
  - чемпіонату СРСР (1978, з «Локомотивом»)
  - Спартакіади народів СРСР (1983, зі збірною УРСР).

## Вшанування
- Турнір пам'яті Леоніда Ліхна[3]